# Вартапетов, Рубен Раффович
Вартапетов Рубен Раффович (1928—2008, Россия) — театральный режиссёр и педагог, заслуженный деятель искусств России, главный режиссёр Московского областного государственного драматического театра им. А. Н. Островского (1980—1990 года), художественный руководитель Мастерской художественного слова Московской областной филармонии.
Родился в 1928 году в Одессе, отец — Раффи Аркадьевич Вартапетов, акушёр-гинеколог, мать — Вартапетова Нина Владимировна (в девичестве Образцова).
Вартапетов получил высшее образование, окончив актёрский и режиссёрский факультеты Харьковского государственного театрального института. Также он прошёл двухгодичные стажёрские курсы Министерства культуры СССР при МХАТ СССР. После окончания Харьковского государственного театрального института Вартапетов ставил спектакли в театрах Москвы, Харькова, Одессы, Киева, Ярославля, Рязани, Пензы, Перми, Нижнего Новгорода, Твери, Владивостока.
Работая в 1960-е годы главным режиссером Ярославского Академического театра им. Фёдора Волкова, он поставил ряд спектаклей, получивших общественный резонанс в московской прессе, среди которых: «Василиса Мелентьевна» А. Островского, «Иванов» А. Чехова, «Четвертый» К. Симонова и «Хозяева жизни» Ю. Чепурина. Особо была отмечена[кем?] вниманием постановка спектакля «Федор Волков», осуществленная к 950-летию первого театра России.
Среди спектаклей, поставленных в отдельных театрах, особо выделяли: «Три сестры» А. Чехова (в Нижнем Новгороде в Академическом театре им. М. Горького), «Мэр района Санита» по пьесе Эдуардо де Филиппо (в Москве) и «Татуированная роза» Т. Уильямса.
Рубен Раффович являлся одним из организаторов и Художественным руководителем Студии при театре (впоследствии — театральный вуз в г. Ярославле) и выпустил первую группу учеников студии в дипломном спектакле студентов. Преподавая актерское мастерство на кинофакультете под руководством Г. Рошаля, Вартапетов организовал факультатив по работе с неактёром.
Сочетая театральный опыт работы с режиссурой больших сольных литературных концертов, Вартапетов возглавил в Московской областной филармонии Мастерскую художественного слова. Провёл более 20 сольных литературных концертов, пропагандирующих русскую классическую литературу на сцене ВТО и ЦДРИ в Москве.
В Московский областной государственный драматический театр им. А. Н. Островского он пришёл в качестве главного режиссера в 1982 году, а в 1989 стал художественным руководителем этого театра. В числе спектаклей, поставленных в этом театре, «Пролетарская мельница счастья» В. Мережко, «Человек, который платит» Ива Жамиака, «Восточная трибуна» А. Галина, «Похищение» Альдо Николаи. Будучи также художественным руководителем Мастерской художественного слова Московской областной филармонии, помимо постановки спектаклей, он создавал многочисленные композиции, чтецкие программы, воспитал плеяду артистов-чтецов.
Скончался в Москве на 80-м году жизни.